# Campionato centramericano maschile di pallacanestro 2001
Il 17º Campionato dell'America Centrale e Caraibico Maschile di Pallacanestro FIBA (noto anche come FIBA Centrobasket 2001) si è svolto dall'11 luglio al 15 luglio 2001 a Toluca in Messico. Il torneo è stato vinto dalla nazionale portoricana.
I FIBA Centrobasket sono una manifestazione contesa dalle squadre nazionali di Messico, Centro America e Caraibi, organizzata dalla CONCENCABA (Confederazione America Centrale e Caraibi), nell'ambito della FIBA Americas.

## Squadre partecipanti
- Barbados
- Cuba
- Honduras
- Isole Vergini Americane
- Messico
- Panama
- Porto Rico
- Rep. Dominicana

## Classifica finale
| Pos | Squadra | V-P |
| --- | --- | --- |
|     | Porto RicoTravieso, Hourruitiner, Látimer, D. Santiago, O. Santiago, C. Dalmau, Mincy, R. Dalmau, Ayuso, Ortiz, Fajardo, E. Santiago, Meléndez, All. Julio Toro | 5-0 |
|     | MessicoBenítez, Crouse, Cuenca, Encinas, González, Izaguirre, Mariscal, Quintero, Saldaña, Sánchez, Thomas, Zavala, All. Jorge Ramírez                          | 4-1 |
|     | PanamaAllen, Bennett, Cárdenas, García, Gómez, Jackson, Jaén, Kirkaldy, Maldonado, Ortiz, Peralta, Stoute, All. Reggie Grenald                                  | 3-2 |
| 4   | Isole Vergini AmericaneBrown, Trimmingham, Niles, Victor, Heywood, Blyden, Averil, Hodge, White, Gumbs, Francis, Sheppard, All. Tevester Anderson               | 2-3 |
| 5   | Rep. DominicanaFilión, Flores, Gillespie, Horford, Lenderborg, Martínez, Paniagua, Payano, Peterson, Ramírez, Valdez, Western, All. Boyón Domínguez             | 2-3 |
| 6   | CubaAbreu, Cartas, Elías, González, Guerra, Haití, Jemmott , Lara, Lima, Núñez, Silvestre, Soler, All. Daniel Scott                                             | 2-3 |
| 7   | BarbadosLloyd, A. Alleyne, Payne, Rowe, Estwick, Massiah, Leacock, P. Alleyne, C. Griffith, Foster, P. Griffith, Straker, All. Mark Harding                     | 1-4 |
| 8   | HondurasAlcerro, Echenique, Figueroa, Lacayo, Morán, Palacios, Reyes, C. Ruiz, F. Ruiz, Salazar, Stling, Waterhouse, All. Vincente Duncan                       | 1-4 |